# Jorge Recalde
Jorge Raúl Recalde (Mina Clavero, 9 augustus 1951 – Villa Dolores, 10 maart 2001) was een Argentijns rallyrijder.

## Carrière
Jorge Recalde debuteerde in 1970 in de rallysport en zou een jaar later zijn eerste overwinning op naam schrijven. Zijn specialisme op Argentijnse ondergrond, bracht hem tot het maken van gastoptredens bij verschillende fabrieksteams, waaronder Mercedes, Audi en Lancia, in de WK-rally van Argentinië. Met Lancia, waarvoor hij vanaf halverwege de jaren tachtig ook in andere WK-rally's werd ingezet, was hij het meest succesvol. Achter het stuur van de Groep A Lancia Delta Integrale won hij de Rally van Argentinië in 1988. Hij schreef de rally wederom op zijn naam in 1995, toen het echter alleen deel uitmaakte van het WK Formule 2 kampioenschap, en het dus geen volwaardige WK-rally was. Recalde was ook met regelmaat actief in het Production World Rally Championship (eerst met Lancia en later Mitsubishi), waarin hij drie keer op het podium eindigde in het kampioenschap (twee keer als runner-up).
Recalde overleed in 2001 aan de gevolgen van een hartinfarct, terwijl hij deelnam aan een rally. Sinds 2005 is zijn geboortestad, dat van Mina Clavero, benoemd tot de Argentijnse hoofdstad van de rallysport en is de dag van zijn dood, 10 maart, benoemd tot de nationale dag van de Argentijnse rallysport ("Día Nacional del Rally Argentino").

## Complete resultaten in het Wereldkampioenschap Rally

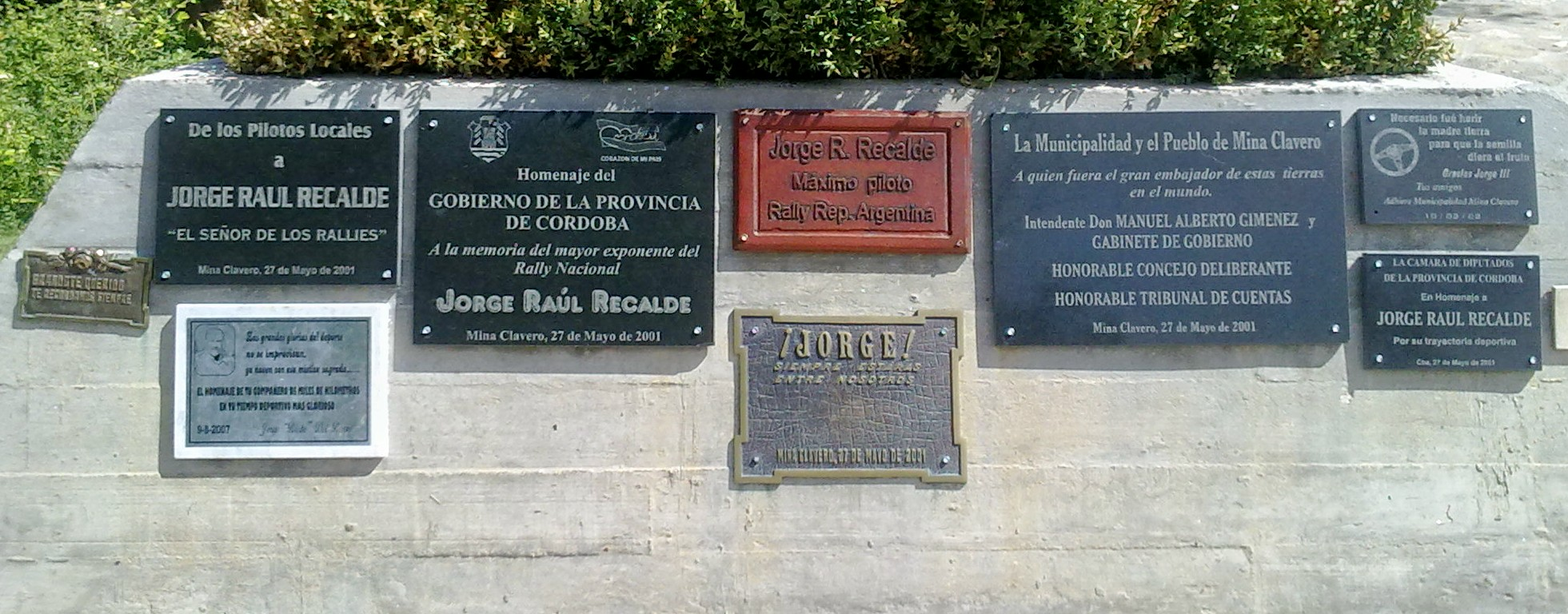
Gedenkplaten voor Recalde in zijn geboortestad Mina Clavero

### Overwinningen
| Nr. | Seizoen | Rally                       | Navigator       | Auto                      |
| --- | ------- | --------------------------- | --------------- | ------------------------- |
| 1   | 1988    | 8º Marlboro Rally Argentina | Jorge del Buono | Lancia Delta Integrale    |
|     | 1995    | 15º Rally Argentina*        | Martin Christie | Lancia Delta HF Integrale |

- Noot: Rally viel buiten het officiële rijders- en constructeurskampioenschap.

### Overzicht van deelnames
| Seizoen | Inschrijving                     | Auto                               | 1   | 2     | 3      | 4      | 5      | 6      | 7      | 8      | 9      | 10     | 11     | 12     | 13     | 14  | Pos. | Punten |
| ------- | -------------------------------- | ---------------------------------- | --- | ----- | ------ | ------ | ------ | ------ | ------ | ------ | ------ | ------ | ------ | ------ | ------ | --- | ---- | ------ |
| 1980    | Jorge Recalde                    | Ford Escort RS1800                 | MON | ZWE   | POR 8  | KEN    | GRI 12 |        |        |        |        |        |        |        |        |     | 14   | 18     |
| 1980    | Daimler Benz                     | Mercedes 500 SLC                   |     |       |        |        |        | ARG NF | FIN    | NZL    | ITA    | FRA    | GBR    | IVK 2  |        |     | 14   | 18     |
| 1981    | Ma. Ma. Sa.                      | Datsun 160J                        | MON | ZWE   | POR    | KEN    | FRA    | GRI    | ARG 3  |        |        |        |        |        |        |     | 14   | 22     |
| 1981    | Jorge Recalde                    | Datsun 160J                        |     |       |        |        |        |        |        | BRA 4  | FIN    | ITA    | IVK    | GBR    |        |     | 14   | 22     |
| 1983    | Jorge Recalde                    | Renault 18 GTX                     | MON | ZWE   | POR    | KEN    | FRA    | GRI    | NZL    | ARG 8  | FIN    | ITA    | IVK    | GBR    |        |     | 41   | 3      |
| 1984    | Audi Sport                       | Audi quattro A2                    | MON | ZWE   | POR    | KEN    | FRA    | GRI    | NZL    | ARG 3  | FIN    | ITA    | IVK    | GBR    |        |     | 16   | 12     |
| 1985    | Renault Argentina                | Renault 18 GTX                     | MON | ZWE   | POR    | KEN    | FRA    | GRI    | NZL    | ARG NF | FIN    | ITA    | IVK    | GBR    |        |     | -    | 0      |
| 1986    | Lancia Martini                   | Lancia Delta S4                    | MON | ZWE   | POR    | KEN    | FRA    | GRI    | NZL    | ARG 4  | FIN    |        |        |        |        |     | 22   | 10     |
| 1986    | Jorge Recalde                    | Audi Coupé quattro                 |     |       |        |        |        |        |        |        |        | ITA NF | IVK    | GBR    | VST    |     | 22   | 10     |
| 1987    | Jolly Club                       | Fiat Uno Turbo                     | MON | ZWE   | POR 10 | KEN    | FRA    |        |        |        |        |        |        |        |        |     | 9    | 30     |
| 1987    | Jorge Recalde                    | Audi Coupé quattro                 |     |       |        |        |        | GRI 4  |        |        |        |        |        |        |        |     | 9    | 30     |
| 1987    | Jolly Club                       | Lancia Delta HF 4WD                |     |       |        |        |        |        | VST 7  | NZL    |        |        |        |        |        |     | 9    | 30     |
| 1987    | Lancia Martini                   | Lancia Delta HF 4WD                |     |       |        |        |        |        |        |        | ARG 2  | FIN    | IVK    | ITA    | GBR    |     | 9    | 30     |
| 1988    | Top Run                          | Lancia Delta Integrale (Gr. N)     | MON | ZWE   | POR 10 | KEN    | FRA NF | GRI NF | VST 6  | NZL    |        | FIN 13 | IVK    | ITA NF | GBR 18 |     | 9    | 27     |
| 1988    | Lancia Martini                   | Lancia Delta Integrale             |     |       |        |        |        |        |        |        | ARG 1  |        |        |        |        |     | 9    | 27     |
| 1989    | Lancia Martini                   | Lancia Delta Integrale             | ZWE | MON   | POR    | KEN NF | FRA    |        |        | ARG 3  | FIN    |        |        |        |        |     | 15   | 12     |
| 1989    | Top Run                          | Lancia Delta Integrale             |     |       |        |        |        | GRI 5  | NZL    |        |        | AUS NF | ITA    | IVK    | GBR 15 |     | 15   | 12     |
| 1990    | Top Run                          | Lancia Delta Integrale 16V (Gr. N) | MON | POR 7 | KEN    | FRA    | GRI NF | NZL 8  |        | FIN 22 | AUS 11 | ITA    | IVK    | GBR    |        |     | 33   | 7      |
| 1990    | Recalde Alpitour                 | Toyota Celica GT-Four              |     |       |        |        |        |        | ARG NF |        |        |        |        |        |        |     | 33   | 7      |
| 1991    | Lancia Martini                   | Lancia Delta Integrale 16V         | MON | ZWE   | POR    | KEN 3  | FRA    |        |        | ARG 5  | FIN    | AUS 8  | ITA    | IVK    |        |     | 9    | 29     |
| 1991    | Jorge Recalde                    | Lancia Delta Integrale 16V         |     |       |        |        |        | GRI NF | NZL    |        |        |        |        |        | SPA 6  | GBR | 9    | 29     |
| 1992    | Martini Racing                   | Lancia Delta HF Integrale          | MON | ZWE   | POR    | KEN 3  | FRA    |        |        | ARG NF | FIN    |        |        |        |        |     | 10   | 28     |
| 1992    | Jorge Recalde                    | Lancia Delta HF Integrale          |     |       |        |        |        | GRI 6  | NZL    |        |        | AUS 4  | ITA    | SPA    | IVK    | GBR | 10   | 28     |
| 1993    | Astra                            | Lancia Delta HF Integrale          | MON | ZWE   | POR NF | KEN    | FRA    |        |        |        |        |        |        |        |        |     | -    | 0      |
| 1993    | Top Run                          | Lancia Delta HF Integrale (Gr. N)  |     |       |        |        |        | GRI NF | ARG NF | NZL NF | FIN    | AUS NF | ITA    | SPA    | GBR    |     | -    | 0      |
| 1994    | Team Mitsubishi Ralliart Germany | Mitsubishi Lancer RS               | MON | ZWE   | POR NF | KEN    | FRA 17 | GRI    |        |        |        |        |        |        |        |     | 19   | 8      |
| 1994    | Team Mitsubishi Ralliart Germany | Mitsubishi Lancer Evo II           |     |       |        |        |        |        | ARG 5  | NZL NF | FIN NF | AUS    | ITA 16 | SPA    | GBR    |     | 19   | 8      |
| 1995    | Team Mitsubishi Ralliart Germany | Mitsubishi Lancer Evo II           | MON | ZWE   | POR 10 | KEN    | FRA 20 | GRI    |        | NZL 9  | FIN    | AUS 10 | ITA    | SPA NF | GBR    |     | 20   | 4      |
| 1995    | Jorge Recalde                    | Lancia Delta HF Integrale          |     |       |        |        |        |        | ARG 1  |        |        |        |        |        |        |     | 20   | 4      |
| 1996    | Jorge Recalde                    | Mitsubishi Lancer Evo III          | MON | ZWE   | POR    | KEN    | FRA    | IDN    | GRI NF | NZL    | ARG NF | FIN 19 | AUS NF | ITA NF | SPA 26 | GBR | -    | 0      |
| 1997    | Jorge Recalde                    | Mitsubishi Lancer Evo IV           | MON | ZWE   | KEN    | POR    | SPA    | FRA    | ARG 14 | GRI    | NZL    | FIN    | IDN    | ITA    | AUS    | GBR | -    | 0      |
| 1998    | Jorge Recalde                    | Mitsubishi Lancer Evo IV           | MON | ZWE   | KEN    | POR    | SPA    | FRA    | ARG NF | GRI    | NZL    | FIN    | ITA    |        |        |     | -    | 0      |
| 1998    | Jorge Recalde                    | Mitsubishi Lancer Evo V            |     |       |        |        |        |        |        |        |        |        |        | AUS 18 | GBR    |     | -    | 0      |
| 1999    | Ralliart America                 | Mitsubishi Lancer Evo V            | MON | ZWE   | KEN    | POR    | SPA    | FRA    | ARG 8  | GRI    | NZL    | FIN    | CHN    | ITA    | AUS    | GBR | -    | 0      |
| 2000    | Jorge Recalde                    | Ford Escort RS Cosworth            | MON | ZWE   | KEN    | POR    | SPA    | ARG NF | GRI    | NZL    | FIN    | CYP    | FRA    | ITA    | AUS    | GBR | -    | 0      |